# Orectis proboscidata
Orectis proboscidata är en fjärilsart som beskrevs av Herrich-Schäffer. Orectis proboscidata ingår i släktet Orectis och familjen nattflyn. Inga underarter finns listade i Catalogue of Life.